# Грушёвый (Ставрополь)
Грушёвый — хутор в Ставропольском крае России. Входит в городской округ город Ставрополь .

## География
Расстояние до краевого центра составляет 11 км.
Расстояние до районного центра составляет 20 км.  
К югу от хутора находится озеро Кравцово.  

## Население
| 1989 | 2002 | 2009 | 2010 | 2011 | 2012 | 2013 | 2014 | 2015 |
| ---- | ---- | ---- | ---- | ---- | ---- | ---- | ---- | ---- |
| 153  | ↗199 | ↗200 | ↗215 | ↗216 | ↘199 | →199 | →199 | ↘197 |
| 2016 | 2017 | 2018 | 2019 | 2020 | 2021 | 2023 | 2024 | 2025 |
| ↘195 | ↗196 | ↘193 | ↘185 | ↘183 | ↘158 | ↘113 | ↗131 | ↗139 |

По данным переписи 2002 года в национальной структуре населения Грушёвого преобладают русские (89 %).
По итогам переписи населения 2020 года проживали следующие национальности (национальности менее 1 % и другое, см. в сноске к строке «Другие»):
| Национальность | Численность, чел. | Доля     |
| -------------- | ----------------- | -------- |
| Русские        | 133               | 84,18 %  |
| Карачаевцы     | 12                | 7,59 %   |
| Украинцы       | 2                 | 1,27 %   |
| Даргинцы       | 2                 | 1,27 %   |
| Греки          | 2                 | 1,27 %   |
| Другие         | 7                 | 4,43 %   |
| Итого          | 158               | 100,00 % |

## Инфраструктура
Медицинскую помощь оказывает фельдшерский здравпункт.

## Транспорт
- Автобусные маршруты, связывающие с городом Ставрополем: № 16 «СтавНИИГИМ — х. Грушёвый» и № 16А «СтавНИИГИМ — ДНТ Вольница»[22].